# Tadeo Allende
Tadeo Allende (Mina Clavero, Córdoba, Argentina; 20 de febrero de 1999) es un futbolista argentino. Juega de extremo y su equipo actual es el Inter de Miami de la Major League Soccer.

## Trayectoria
Allende fue promovido al primer equipo de Instituto (Córdoba) en 2021, y debutó en la Primera B Nacional ese mismo año.
Para la temporada 2022, Allende fue cedido al Godoy Cruz en la Primera División.
El delantero fichó con el club para la temporada 2023. En abril de ese año, Allende anotó tres goles en tres fechas consecutivas.
El 31 de enero de 2024 el Celta de Vigo anunció la contratación de Tadeo hasta junio de 2028.
El 14 de enero de 2025 el Celta de Vigo anunció la cesión de Tadeo a Inter de Miami hasta enero de 2026.

## Estadísticas

### Clubes
Actualizado hasta su último partido disputado el 6 de agosto de 2025.
| Club                           | Div.          | Temporada     | Liga  | Liga  | Liga   | Copas nacionales | Copas nacionales | Copas nacionales | Torneos internacionales | Torneos internacionales | Torneos internacionales | Total | Total | Total  |
| Club                           | Div.          | Temporada     | Part. | Goles | Asist. | Part.            | Goles            | Asist.           | Part.                   | Goles                   | Asist.                  | Part. | Goles | Asist. |
| ------------------------------ | ------------- | ------------- | ----- | ----- | ------ | ---------------- | ---------------- | ---------------- | ----------------------- | ----------------------- | ----------------------- | ----- | ----- | ------ |
| Instituto de Córdoba Argentina | 2.ª           | 2021          | 24    | 0     | 0      | —                | —                | —                | —                       | —                       | —                       | 24    | 0     | 0      |
| Instituto de Córdoba Argentina | Total club    | Total club    | 24    | 0     | 0      | 0                | 0                | 0                | 0                       | 0                       | 0                       | 24    | 0     | 0      |
| C. D. Godoy Cruz Argentina     | 1.ª           | 2022          | 27    | 3     | 1      | 15               | 2                | 2                | —                       | —                       | —                       | 42    | 5     | 3      |
| C. D. Godoy Cruz Argentina     | 1.ª           | 2023          | 22    | 6     | 2      | 16               | 4                | 2                | —                       | —                       | —                       | 38    | 10    | 4      |
| C. D. Godoy Cruz Argentina     | Total club    | Total club    | 49    | 9     | 3      | 31               | 6                | 4                | 0                       | 0                       | 0                       | 80    | 15    | 7      |
| R. C. Celta de Vigo · España   | 1.ª           | 2023-24       | 10    | 1     | 0      | —                | —                | —                | —                       | —                       | —                       | 10    | 1     | 0      |
| R. C. Celta de Vigo · España   | 1.ª           | 2024-25       | 1     | 0     | 0      | 2                | 2                | 0                | —                       | —                       | —                       | 3     | 2     | 0      |
| R. C. Celta de Vigo · España   | Total club    | Total club    | 11    | 1     | 0      | 2                | 2                | 0                | 0                       | 0                       | 0                       | 13    | 3     | 0      |
| Inter de Miami Estados Unidos  | 1.ª           | 2025          | 19    | 7     | 1      | —                | —                | —                | 14                      | 4                       | 0                       | 33    | 11    | 1      |
| Inter de Miami Estados Unidos  | Total club    | Total club    | 19    | 7     | 1      | 0                | 0                | 0                | 14                      | 4                       | 0                       | 33    | 11    | 1      |
| Total carrera                  | Total carrera | Total carrera | 103   | 17    | 4      | 33               | 8                | 4                | 14                      | 4                       | 0                       | 150   | 29    | 8      |
| 1. 2. 3.                       |               |               |       |       |        |                  |                  |                  |                         |                         |                         |       |       |        |